# Юсупов, Фарит Сабирович
Фарит Сабирович Юсупов (род. 24 января 1925, Орск — 23 января 2001, Уфа) — советский артист балета. Заслуженный артист Башкирской АССР (1949). Заслуженный работник культуры РСФСР (1986).

## Биография
Родился 24 января 1925 года в городе Орске.
К сцене его приобщила тётя — одна из первых башкирских актрис, артистка Башкирского театра драмы Бедер Юсупова.
В 1935 году прошел конкурс у приехавших в Уфу педагогов Ленинградского хореографического училища и вошёл в число 12-ти детей, отобранных комиссией для учебы на Башкирском отделении училища. Педагоги — А. В. Ширяев и А. А. Писарев.
Уже в годы учёбы выступал в Ленинграде на сцене Ленинградского академического театра им. С. М. Кирова (ныне Мариинский театр) в классических балетах «Спящая красавица», «Щелкунчик», «Раймонда», танцевал Шмеля в опере «Сказка о царе Салтане».
В 1941 году окончил Ленинградское академическое хореографическое училище.
В начале Великой Отечественной войны его вместе с выпускниками башкирского отделения ЛХУ отправили в Уфу. Он стал одним из первых профессиональных солистов балета молодого театра. Многому научился, работая рядом с опытными киевскими артистами, эвакуированными в Уфу. Награждён медалью «За доблестный труд в годы Великой Отечественной войны 1941—1945 гг.».
С 1941 по 1971 год — артист балета Башкирского театра оперы и балета (Уфа), в 1940—1950-е годы его партнёршей была Майя Тагирова, в 1959—1962 годах - и. о. главного балетмейстера театра.
Гастролировал по СССР. Участник Декады башкирской литературы и искусства в Москве (1955). Награждён орденом Трудового Красного Знамени (8 июня 1955).
С 1970 по 2000 годы — руководитель детской балетной студии при Дворце культуры и техники при Уфимском заводе эластомерных материалов и конструкций.
Умер 23 января 2001 года, похоронен на Южном кладбище Уфы.

## Память
В январе 2010 года в Башкирского театра оперы и балета состоялся балетный спектакль «Журавлиная песнь»", посвященный 85-летию со дня рождения Фарита Юсупова.